# Mitropa Futsal Cup 2016/17
Der Mitropa Futsal Cup 2016/17 fand am 14. August 2016 in der Sporthalle Hollgasse in Wien statt. An diesem internationalen Futsalturnier, das traditionell jedes Jahr an einem anderen Ort ausgetragen wird, nehmen die besten Futsal-Mannschaften aus Österreich, Ungarn, Slowenien, Kroatien, Serbien, Polen, Deutschland, Tschechien und der Slowakei teil. Die 2016er Auflage war bis zum letzten Spiel umkämpft und der Favorit aus Ungarn ETO Futsal Győr konnte sich den dritten Mitropacup-Sieg in Folge sichern.

## Teilnehmende Mannschaften
| Österreich 1 Verein der ÖFB Futsal Challenge | Ungarn 1 Verein der Futsal-Nationalliga | Deutschland 1 Verein der Futsal-Regionalliga Süd | Tschechien 1 Verein der Chance Futsal Liga |
| Stella Rossa Wien (Gastgeber)                | ETO Futsal Győr (Titelverteidiger)      | TV Wackersdorf (neu)                             | FC Tango Hodonin (neu)                     |

## Ergebnisse und Abschlusstabelle
| Mitropa Futsal Cup 2016 |   |                  |      |
| Stella Rossa tipp3      | – | TV Wackersdorf   | 6:1  |
| ETO Futsal Győr         | – | FC Tango Hodonin | 1:1  |
|                         |   |                  |      |
| ETO Futsal Győr         | – | TV Wackersdorf   | 15:0 |
| Stella Rossa tipp3      | – | FC Tango Hodonin | 1:4  |
|                         |   |                  |      |
| TV Wackersdorf          | – | FC Tango Hodonin | 4:4  |
| Stella Rossa tipp3      | – | ETO Futsal Győr  | 0:7  |

## Spiele
| Stella Rossa tipp3                                                 | Stella Rossa tipp3 | TV Wackersdorf | TV Wackersdorf |
| ------------------------------------------------------------------ | --- | --- | -------------- |
| Stella Rossa tipp3                                                 | \| 14. August 2014 um 13:00 Uhr (MESZ) in Wien (Sporthalle Hollgasse) \| \| Ergebnis: 6:1 (2:0) \| \| Zuschauer: 300 \| \| Spielbericht \| | \| 14. August 2014 um 13:00 Uhr (MESZ) in Wien (Sporthalle Hollgasse) \| \| Ergebnis: 6:1 (2:0) \| \| Zuschauer: 300 \| \| Spielbericht \|                                              | TV Wackersdorf |
| Stella Rossa tipp3                                                 | Dalibor Kalajdzic, Felipe Fernandez – Patrik Barbic, Vaso Vojnovic , Petar Crnogorcevic, David Rajkovic, Rosen Petrov, Rami Saad – Djorde Miletic, Jakov Josic, Dalibor Dervisevic – Branko Milutinovic, Milan Sapardić, Dragan Radosavljevic, Nikola Vasiljević, Slaven Lalic Cheftrainer: Aleksandar Ristovski | Borislav Stoyanov – Stoyan Stoykov, Markus Giesecke, Filip Hristov, Ilhan Koc – Sinan Özdemir, Mesko Becirovic – Boris Radisavljevic , Yulian Kurtelov Cheftrainer: Boris Radisavljevic | TV Wackersdorf |
| Stella Rossa tipp3                                                 | 1:0 Rosen Petrov (9.) 2:0 Rosen Petrov (14.) 3:0 Djorde Miletic (26.) 4:0 Vaso Vojnovic (32.) 5:0 Djorde Miletic (35.) 6:1 Jakov Josic (39.) | 5:1 Sinan Özdemir (36.) | TV Wackersdorf |
| 14. August 2014 um 13:00 Uhr (MESZ) in Wien (Sporthalle Hollgasse) | | |                |
| Ergebnis: 6:1 (2:0)                                                | | |                |
| Zuschauer: 300                                                     | | |                |
| Spielbericht                                                       | | |                |

| ETO Futsal Győr                                                    | ETO Futsal Győr | FC Tango Hodonin | FC Tango Hodonin |
| ------------------------------------------------------------------ | --- | --- | ---------------- |
| ETO Futsal Győr                                                    | \| 14. August 2014 um 14:00 Uhr (MESZ) in Wien (Sporthalle Hollgasse) \| \| Ergebnis: 1:1 (1:0) \| \| Zuschauer: 300 \| \| Spielbericht \|                 | \| 14. August 2014 um 14:00 Uhr (MESZ) in Wien (Sporthalle Hollgasse) \| \| Ergebnis: 1:1 (1:0) \| \| Zuschauer: 300 \| \| Spielbericht \|                 | FC Tango Hodonin |
| ETO Futsal Győr                                                    | Gábor Matkovics – Bognár Bálint, Ádám Vas, Richard David, Leandrinho – Juanra, Davide Moura, Alex, Kristóf Sáhó, Michal Seidler Cheftrainer: Marcos Angulo | Jakub Dvořák, Michal Lupač – Tomáš Buršík, Čeněk Cenek, Lukáš Černek, Bohumír Doubravský, Dimostenis Chadzidis, Milan Svoboda, Jakub Řezníček, Radim Vlček | FC Tango Hodonin |
| ETO Futsal Győr                                                    | 1:0 Leandrinho (18.) | 1:1 Dimostenis Chadzidis (36.) | FC Tango Hodonin |
| 14. August 2014 um 14:00 Uhr (MESZ) in Wien (Sporthalle Hollgasse) | | |                  |
| Ergebnis: 1:1 (1:0)                                                | | |                  |
| Zuschauer: 300                                                     | | |                  |
| Spielbericht                                                       | | |                  |

| ETO Futsal Győr                                                    | ETO Futsal Győr | TV Wackersdorf | TV Wackersdorf |
| ------------------------------------------------------------------ | --- | --- | -------------- |
| ETO Futsal Győr                                                    | \| 14. August 2014 um 15:30 Uhr (MESZ) in Wien (Sporthalle Hollgasse) \| \| Ergebnis: 15:0 (7:0) \| \| Zuschauer: 300 \| \| Spielbericht \| | \| 14. August 2014 um 15:30 Uhr (MESZ) in Wien (Sporthalle Hollgasse) \| \| Ergebnis: 15:0 (7:0) \| \| Zuschauer: 300 \| \| Spielbericht \|                                             | TV Wackersdorf |
| ETO Futsal Győr                                                    | Gábor Matkovics – Bognár Bálint, Ádám Vas, Richard David, Leandrinho – Juanra, Davide Moura, Alex, Kristóf Sáhó, Michal Seidler Cheftrainer: Marcos Angulo | Borislav Stoyanov – Stoyan Stoykov, Markus Giesecke, Filip Hristov, Ilhan Koc – Sinan Özdemir, Mesko Becirovic – Boris Radisavljevic , Yulian Kurtelov Cheftrainer: Boris Radisavljevic | TV Wackersdorf |
| ETO Futsal Győr                                                    | 1:0 Alex (3.) 2:0 Alex (5.) 3:0 Alex (6.) 4:0 Bognár Bálint (8.) 5:0 Davide Moura (14.) 6:0 Alex (16.) 7:0 Michal Seidler (18.) 8:0 Alex (22.) 9:0 Bognár Bálint (23.) 10:0 Juanra (24.) 11:0 Michal Seidler (32.) 12:0 Michal Seidler (33.) 13:0 Juanra (35.) 14:0 Juanra (37.) 15:0 Alex (39.) | | TV Wackersdorf |
| 14. August 2014 um 15:30 Uhr (MESZ) in Wien (Sporthalle Hollgasse) | | |                |
| Ergebnis: 15:0 (7:0)                                               | | |                |
| Zuschauer: 300                                                     | | |                |
| Spielbericht                                                       | | |                |

| Stella Rossa tipp3                                                 | Stella Rossa tipp3 | FC Tango Hodonin | FC Tango Hodonin |
| ------------------------------------------------------------------ | --- | --- | ---------------- |
| Stella Rossa tipp3                                                 | \| 14. August 2014 um 16:30 Uhr (MESZ) in Wien (Sporthalle Hollgasse) \| \| Ergebnis: 1:4 (0:1) \| \| Zuschauer: 300 \| \| Spielbericht \| | \| 14. August 2014 um 16:30 Uhr (MESZ) in Wien (Sporthalle Hollgasse) \| \| Ergebnis: 1:4 (0:1) \| \| Zuschauer: 300 \| \| Spielbericht \|                 | FC Tango Hodonin |
| Stella Rossa tipp3                                                 | Dalibor Kalajdzic, Felipe Fernández – Patrik Barbic, Vaso Vojnovic , Petar Crnogorcevic, David Rajkovic, Rosen Petrov, Rami Saad – Djorde Miletic, Jakov Josic, Dalibor Dervisevic – Branko Milutinovic, Milan Sapardić, Dragan Radosavljevic, Nikola Vasiljević, Slaven Lalic Cheftrainer: Aleksandar Ristovski | Jakub Dvořák, Michal Lupač – Tomáš Buršík, Čeněk Cenek, Lukáš Černek, Bohumír Doubravský, Dimostenis Chadzidis, Milan Svoboda, Jakub Řezníček, Radim Vlček | FC Tango Hodonin |
| Stella Rossa tipp3                                                 | 1:1 Patrik Barbic (24.) | 0:1 Bohumír Doubravský (17.) 1:2 Radim Vlček (26.) 1:3 Jakub Řezníček (32.) 1:4 Tomáš Buršík (35.)                                                         | FC Tango Hodonin |
| 14. August 2014 um 16:30 Uhr (MESZ) in Wien (Sporthalle Hollgasse) | | |                  |
| Ergebnis: 1:4 (0:1)                                                | | |                  |
| Zuschauer: 300                                                     | | |                  |
| Spielbericht                                                       | | |                  |

| FC Tango Hodonin                                                   | FC Tango Hodonin | TV Wackersdorf | TV Wackersdorf |
| ------------------------------------------------------------------ | --- | --- | -------------- |
| FC Tango Hodonin                                                   | \| 14. August 2014 um 18:00 Uhr (MESZ) in Wien (Sporthalle Hollgasse) \| \| Ergebnis: 4:4 (2:0) \| \| Zuschauer: 300 \| \| Spielbericht \|                 | \| 14. August 2014 um 18:00 Uhr (MESZ) in Wien (Sporthalle Hollgasse) \| \| Ergebnis: 4:4 (2:0) \| \| Zuschauer: 300 \| \| Spielbericht \|                                              | TV Wackersdorf |
| FC Tango Hodonin                                                   | Jakub Dvořák, Michal Lupač – Tomáš Buršík, Čeněk Cenek, Lukáš Černek, Bohumír Doubravský, Dimostenis Chadzidis, Milan Svoboda, Jakub Řezníček, Radim Vlček | Borislav Stoyanov – Stoyan Stoykov, Markus Giesecke, Filip Hristov, Ilhan Koc – Sinan Özdemir, Mesko Becirovic – Boris Radisavljevic , Yulian Kurtelov Cheftrainer: Boris Radisavljevic | TV Wackersdorf |
| FC Tango Hodonin                                                   | 1:0 Radim Vlček (15.) 2:0 Dimostenis Chadzidis (20.) 3:1 Tomáš Buršík (22.) 4:1 Radim Vlček (26.)                                                          | 2:1 Sinan Özdemir (21.) 4:2 Yulian Kurtelov (30.) 4:3 Yulian Kurtelov (37.) 4:4 Sinan Özdemir (39.)                                                                                     | TV Wackersdorf |
| 14. August 2014 um 18:00 Uhr (MESZ) in Wien (Sporthalle Hollgasse) | | |                |
| Ergebnis: 4:4 (2:0)                                                | | |                |
| Zuschauer: 300                                                     | | |                |
| Spielbericht                                                       | | |                |

| Stella Rossa tipp3                                                 | Stella Rossa tipp3 | ETO Futsal Győr | ETO Futsal Győr |
| ------------------------------------------------------------------ | --- | --- | --------------- |
| Stella Rossa tipp3                                                 | \| 14. August 2014 um 19:00 Uhr (MESZ) in Wien (Sporthalle Hollgasse) \| \| Ergebnis: 0:7 (0:3) \| \| Zuschauer: 300 \| \| Spielbericht \| | \| 14. August 2014 um 19:00 Uhr (MESZ) in Wien (Sporthalle Hollgasse) \| \| Ergebnis: 0:7 (0:3) \| \| Zuschauer: 300 \| \| Spielbericht \|                 | ETO Futsal Győr |
| Stella Rossa tipp3                                                 | Dalibor Kalajdzic, Felipe Fernández – Patrik Barbic, Vaso Vojnovic , Petar Crnogorcevic, David Rajkovic, Rosen Petrov, Rami Saad – Djorde Miletic, Jakov Josic, Dalibor Dervisevic – Branko Milutinovic, Milan Sapardić, Dragan Radosavljevic, Nikola Vasiljević, Slaven Lalic Cheftrainer: Aleksandar Ristovski | Gábor Matkovics – Bognár Bálint, Ádám Vas, Richard David, Leandrinho – Juanra, Davide Moura, Alex, Kristóf Sáhó, Michal Seidler Cheftrainer: Marcos Angulo | ETO Futsal Győr |
| Stella Rossa tipp3                                                 | 0:1 Ádám Vas (11.) 0:2 Michal Seidler (16.) 0:3 Alex (19.) 0:4 Davide Moura (23.) 0:5 Alex (25.) 0:6 Juanra (26.) 0:7 Michal Seidler (32.) | | ETO Futsal Győr |
| 14. August 2014 um 19:00 Uhr (MESZ) in Wien (Sporthalle Hollgasse) | | |                 |
| Ergebnis: 0:7 (0:3)                                                | | |                 |
| Zuschauer: 300                                                     | | |                 |
| Spielbericht                                                       | | |                 |

## Beste Torschützen
Nachfolgend sind die besten Torschützen des Mitropacups 2016 aufgeführt.
| Rang | Spieler               | Club             | Tore |
| ---- | --------------------- | ---------------- | ---- |
| 1    | Alejandro Constantino | ETO Futsal Győr  | 8    |
| 2    | Michal Seidler        | ETO Futsal Győr  | 5    |
| 3    | Juanra                | ETO Futsal Győr  | 4    |
| 4    | Sinan Özdemir         | TV Wackersdorf   | 3    |
| 5    | Radim Vlček           | FC Tango Hodonin | 3    |